# Mediterraner Medizinischer Blutegel
Der in den 1990er Jahren in Ungarn wiederentdeckte Mediterrane Medizinische Blutegel (Hirudo verbana, Carena 1820, auch Ungarischer Blutegel genannt) wurde bis in diese Zeit als Farb-Variante der Typus-Art des Europäischen Medizinischen Blutegels (H. medicinalis) Linnaeus 1758 angesehen und auch mit dem Artnamen Hirudo officinalis von diesem unterschieden. Im Gegensatz zum Europäischen Medizinischen Blutegel, der nur selten in der Naturheilkunde eingesetzt wird, sind in Deutschland über 95 % aller zur therapeutischen Blutentnahme verwendeter Egel Mediterrane Blutegel (H. verbana), die aus der Türkei oder Russland importiert werden. Die Egel haben, im Gegensatz zur Schwesterart H. medicinalis, eine gelb-grüne, unpigmentierte Bauchseite mit zwei Seitenstreifen.

## Systematische Stellung
In seinem Standardwerk zur Biologie der Egel vertrat der Zoologe Konrad Herter (1891–1980) die Ansicht, der Europäische Medizinische Blutegel (H. medicinalis) sei eine variable Spezies. Daher unterschied er zwischen verschiedenen Farb-Varietäten. Es war somit bis in die 1990er Jahre üblich, unterschiedlich gemusterte Medizinische Blutegel unter dem Artnamen H. medicinalis L. 1758 (= H. officinalis Savigny 1822) zusammenzufassen. Morphologische Untersuchungen der verschiedenen „Blutegel-Typen“, verbunden mit DNA-Sequenz-Analysen, und Kreuzungsexperimente haben jedoch gezeigt, dass H. medicinalis und „Farbvarianten“, die in Ungarn gesammelt worden sind, zwei verschiedene Arten darstellen. Der Mediterrane Medizinische Blutegel konnten dem Taxon Hirudo verbana Carena 1820 zugeordnet werden.

## Vorkommen
Die Egel wurden um 1818 im Lacus Verbanus (Lago Maggiore) entdeckt und als eigenständige Art beschrieben. Im Gegensatz zum nördlich verbreiteten Europäischen Medizinischen Blutegel sind die „Mittelmeer-Blutsauger“ in wärmeren, südlicheren Regionen zu finden (z. B. Türkei, südliche Schweiz, Italien). Die Verbreitungsgebiete überschneiden sich nur geringfügig, sodass von einer geographischen Separation der Arten H. medicinalis und H. verbana ausgegangen werden muss. Beide Arten sind bunt gefärbt und erreichen als adulte Tiere Körperlängen von bis zu 10 cm. Die Kieferegel ernähren sich als Ektoparasiten vom Blut von Fischen, Amphibien (Molche, Frösche) und Säugetieren (z. B. Wildschweine). In der Natur werden nur ausnahmsweise Menschen angefallen.
Sowohl H. medicinalis als auch H. verbana sind infolge systematischer Vernichtungen ihrer natürlichen Lebensräume (warme, amphibienreiche Tümpel mit Flachwasserzonen) und des Abfischens ganzer Populationen für den Verbrauch in der Blutegeltherapie durch Ärzte und Heilpraktiker vom Aussterben bedroht.